# Bolesław Kotula
Bolesław Kotula (ur. 27 października 1849 w Cieszynie, zm. 19 sierpnia 1898) – polski zoolog i botanik.

## Życiorys
Był synem Andrzeja Kotuli i Anny z Tetlów. Po zdaniu matury w cieszyńskim gimnazjum w 1868 roku studiował na Uniwersytecie Wiedeńskim. Przez pierwszy trzy semestry studiował medycynę, później przeniósł się na wydział fizyczny. Od 1871 roku student Uniwersytetu Jagiellońskiego w Krakowie. Ukończył go w 1872 roku. Pozostał na uczelni, gdzie był do 1874 r. asystentem prof. Maksymiliana Nowickiego na katedrze zoologii. Później był kolejno nauczycielem gimnazjalnym we Lwowie i profesorem gimnazjalnym w Przemyślu. Od 1887 roku cierpiał na neurastenię i leczył się w różnych uzdrowiskach. W 1888 roku wyjechał do Baltimore, skąd wrócił w 1891 roku. Zginął tragicznie w czasie wyprawy botanicznej, podjętej z bratem Andrzejem na Geisterspitze (3476 m n.p.m.) w grupie Ortlera w Alpach Tyrolskich, wpadłszy do przykrytej śniegiem szczeliny w lodowcu Ebenferner.
Od młodości gromadził różnorodne zbiory przyrodnicze. Prowadził badania zoologiczne (głównie nad owadami i mięczakami) oraz botaniczne w Małopolsce i w Tatrach. W górach tych (które znał jeszcze z czasów studenckich) w latach 1879–1885 spędzał corocznie kilka tygodni wakacyjnych, w czasie których prowadził badania, często w towarzystwie Władysława Kulczyńskiego i góralskiego przewodnika Szymona Tatara młodszego.
Pierwsze prace zoologiczne Kulczyńskiego dotyczyły chrząszczy. Najważniejsze jego prace zoologiczne dotyczą jednak mięczaków, z których ta zatytułowana O pionowem rozsiedleniu ślimaków tatrzańskich jest jedną z najwybitniejszych prac malakologicznych XIX w. w skali Europy. Najwybitniejszym dziełem Kotuli jest jego ogromna praca botaniczna pt. Rozmieszczenie roślin naczyniowych w Tatrach, którą autor zestawił w oparciu o 42 tys. zapisków ze stanowisk roślinnych w terenie. W Alpach Tyrolskich sporządził Kotula ok. 250 tys. zapisków dotyczących pionowego rozmieszczenia występujących tam roślin, uzupełnionych o odpowiednio liczne pomiary barometryczne wysokości, a także zgromadził ogromny zielnik, których to materiałów nie zdążył już jednak opracować.
Nie założył rodziny. Spoczywa najprawdopodobniej w Meranie.

## Wybrane publikacje
- O pionowem rozsiedleniu ślimaków tatrzańskich (1884)
- Rozmieszczenie roślin naczyniowych w Tatrach (1890)

## Upamiętnienie
Na jego cześć nazwano gatunek przywrotnik Kotuli (Alchemilla kotulae Pawł.), endemit tatrzański.